# Worcester, Wes-Kaap
- Pentru orice alte utilizări, vedeți Worcester (dezambiguizare) .

 Worcester, Wes-Kaap  este un oraș având aproximativ 77.000 locuitori în Breede Valley, districtul Kap Weinland,din Provincia Western Cape, Africa de Sud. Orașul este situat la 223 m  de autostrada N1, care leagă Cape Town (121 km) depărtare și  Johannesburg.

## Istoric
În 1820 a fost fondat districtul Worcester District a Sub-Drostdy de Tulbagh. Două ferme, Langerug și Roodewal au fost cumpărate și pe acest pământ a fost format un oraș. Primele 44 de parcele au fost vândute în februarie 1820 iar în 1822 a fost proclamat Worcester ca oraș Drost, după o furtună Drostdy von Tulbagh care fost distrus regiunea.

## Obiective turistice
- The Old Drostdy Building
- Muzeul in aer deschis pe strada în direcția Robertson
- KWV Brandy Cellar, cea mai mare Brandy-distillery și winery
- Karoo Desert National Botanical Garden, 144 ha în afara orașului, din care 11 ha ca landscaped garden.

## Galerie

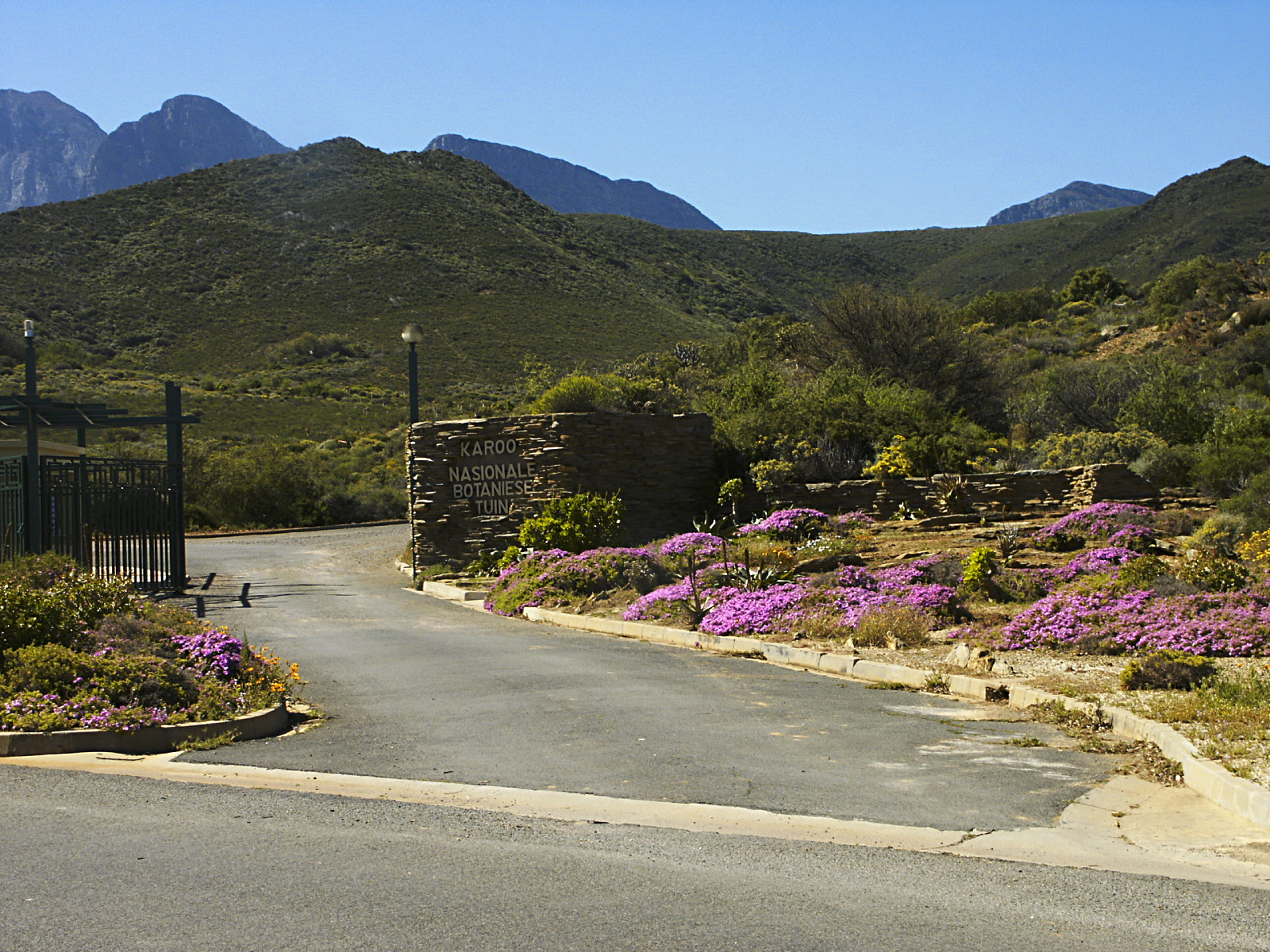
Karoo Desert National Botanical Garden
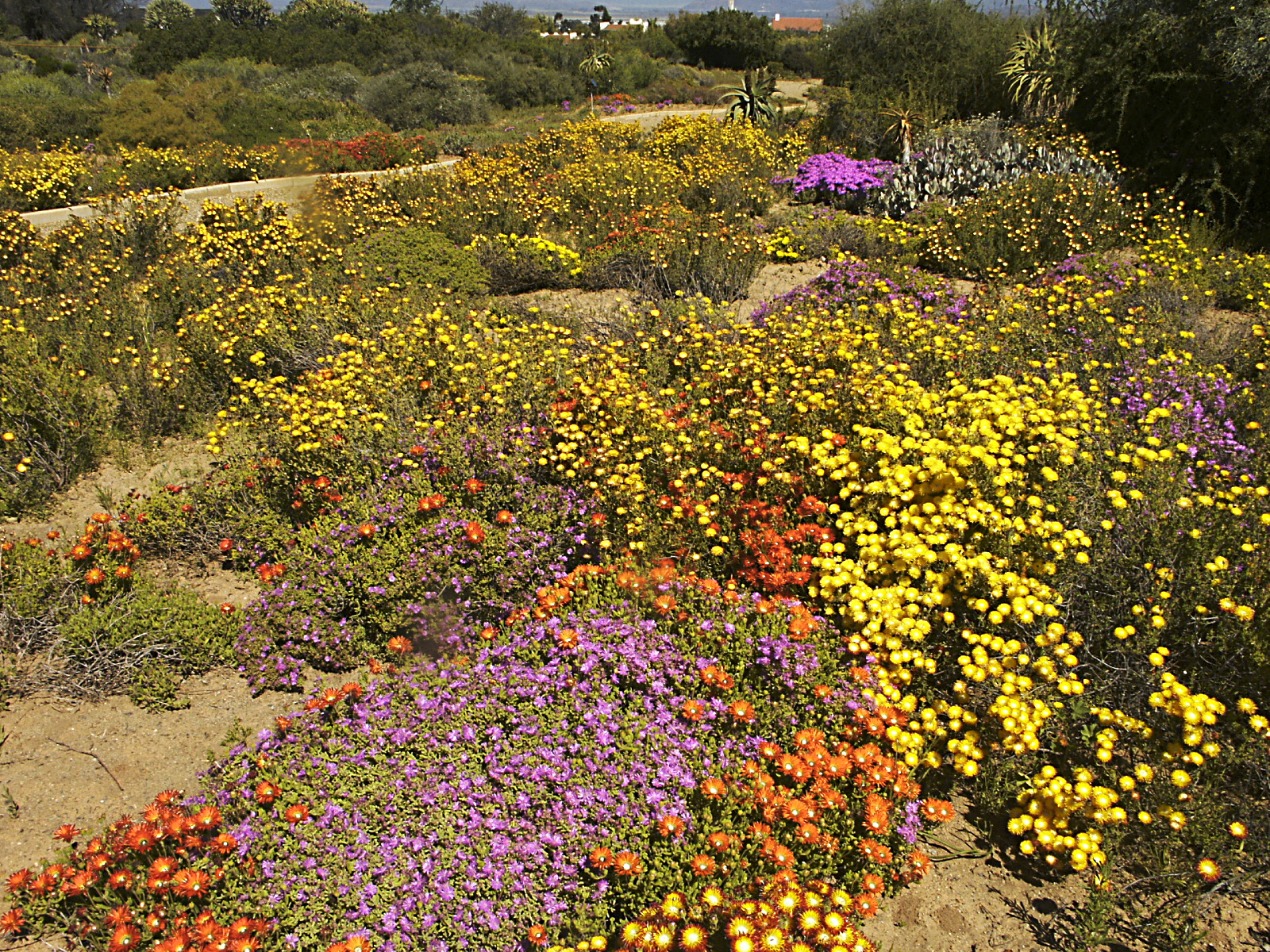
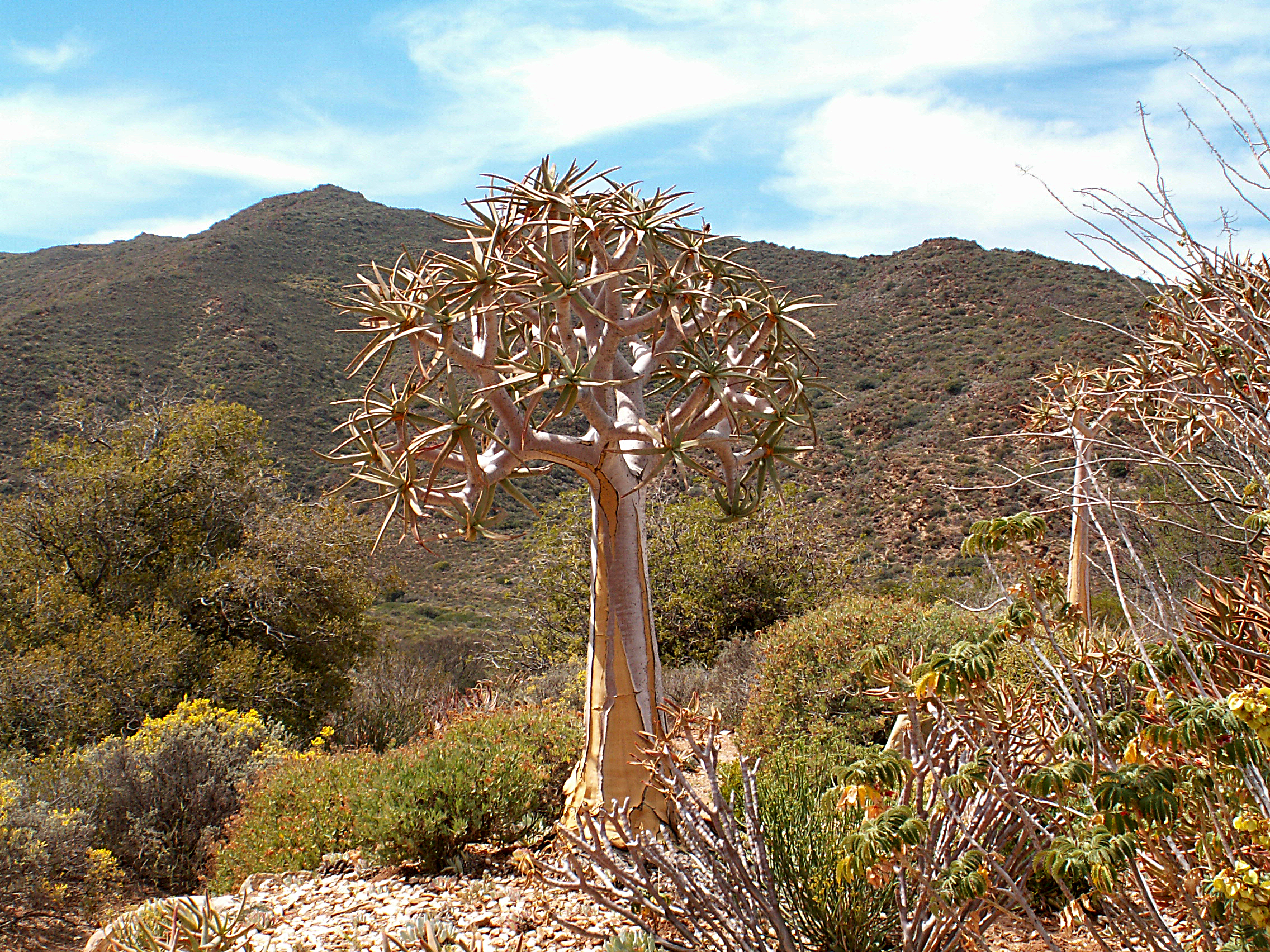

## Cetățeni importanți ai orașului
- J. M. Coetzee Scriitor, laureat al premiului Nobel pentru literatură. a trăit copilăria în Worcester, amintirile copilăriei fiind descrise în cartea sa 'Boyhood'.
- David Kramer (*1951 in Worcester) un cunoscut cântăreț, textier și componist.
- Cromwell Everson, compozitorul primei

afrikaans Oper Klutaimnestra (1967) a fost profesor în Worcester.
- C. Louis Leipoldt (*1880 in Worcester), cunoscut poet sud-african al secolului al-19lea.